# Galactia eriosematoides
Galactia eriosematoides är en ärtväxtart som beskrevs av Hermann August Theodor Harms. Galactia eriosematoides ingår i släktet Galactia och familjen ärtväxter. Inga underarter finns listade i Catalogue of Life.